# قائمة الدول السابقة ذات السيادة
الدولة ذات السيادة التاريخية هي دول كانت موجودة سابقاً، ولكنها انحلّت بسبب صراعٍ أو حربٍ أو تمردٍ أو ضمٍّ أو انتفاضة. تسرد هذه الصفحة الدول أو البلدان أو الأمم أو الإمبراطوريات ذات السيادة التي لم تعد موجودة بصفة كيانات سياسية في وقت ما بعد عام 1453، والقائمة مجمّعة جغرافياً وبحسب الطبيعة الدستورية. 

## معايير الإدراج
المعايير الخاصة بالإدراج في هذه القائمة مماثلة للمعايير المتبعة في قائمة الدول ذات الاعتراف المحدود. الدول المدرجة هنا يجب أن تكون دولة قد ادعت وجودها أو:
- كان لديها سيطرة فعلية على إقليم أو سكان أو حكومة أو قدرة على الدخول في علاقات مع دول أخرى.
- اعترفت بها دولة أخرى واحدة على الأقل بصفتها دولة.

هذه القائمة ليست لغرض تضمين جميع الحكومات المختلفة لدولة ما، كما أنها ليست قائمة بالاختلافات في الاسم الرسمي للدول. ولأغراض هذه القائمة، فإن الحد الفاصل بين الدول في العصور الوسطى والدول في العصر الحديث المبكر هو سقوط القسطنطينية في عام 1453.

## الدول القديمة والعصور الوسطى
- قائمة الدول في عصر النحاس
- قائمة الدول في العصر البرونزي
- قائمة الدول في العصر الحديدي
- قائمة الدول في العصر الكلاسيكي
- قائمة الدول خلال أواخر العصور القديمة
- قائمة الدول خلال العصور الوسطى

## الدول والأقاليم الحديثة حسب الجغرافيا

### إفريقيا

#### المغرب (المغرب الأقصى)
- السلطنة المرينية (1244–1465)
- سلالة الوطاسيين (1472–1549)
- سلطنة السعديين (1510–1649)
- إمارة قصديد بتطوان (1597–1673 م)
- جمهورية سلا (1627–1668)
- سلالة العلويين (1631–1912)
- زاوية الضليعة (1637–1668)
- السلطنة الشريفية (1666–1912)
- جمهورية الريف (1921–1926)

#### مصر والسودان وليبيا
- ماكوريا (القرن الخامس - 1518)
- إمارة بني طليس (1228 - 1551)
- علوة (القرن السادس - 1504)
- مملكة الأبواب المسيحية (القرن الثالث عشر - القرن الخامس عشر/السادس عشر؟)
- الدولة المملوكية (1250–1517)
- مملكة الشلك (القرن الخامس عشر - ١٨٦١)
- إيالة مصر (1517–1867)
- مملكة فازوغلي ( ق. 1500 1685)
- سلطنة سنار (1504–1821)
- سلطنة فزان (1550-1812)
- سلطنة دارفور (1603–1874/1898–1916)
- تقلي (1750–1969)
- الدولة المهدية (1885-1899)
- الجمهورية الطرابلسية (1918–1922)
- إمارة برقة (1949–1951)
- الجمهورية العربية المتحدة (1958–1971)

#### الجزائر (المغرب الأوسط)
- الدولة الحفصية (1229–1574)
- إمارة الحفصيين ببجاية (1285–1510)
- مملكة تلمسان (1235–1556)
- إمارة كوكو (1515–1638)
- سلطنة بني عباس (1510–1871)
- سلطنة تقرت (1414–1871)
- إيالة الجزائر (1516–1830)
- إمارة عبد القادر (1832–1847)

#### جزر القمر
- نظام علي صويلح (1976–1978)
- ولاية أنجوان (1997-2002)، (2007-2008)

#### مدغشقر
- مملكة أنتانكارانا - أصبحت محمية فرنسية في عام 1843، وضمّت عام 1895
- مملكة أنتونجيل (1773–1786)
- مملكة بوينا (حوالي ق. 1690 – 1840)
- مملكة مينابي (حوالي ق. 1685 – 1834)
- مملكة ميرينا (1540–1897)
- مملكة تواماسينا (1712–1828)
- مملكة تانيبي (1822–1828)

#### أفريقيا جنوب الصحراء الكبرى
- إمبراطورية كانيم-بورنو ( ق. 1380 – 1893)
- مملكة الشلك (القرن الخامس عشر - ١٨٦١)
- إمبراطورية واداي (1501–1912)
- مملكة باقرمي (1480/1522–1897)

#### القرن الأفريقي
- مدري بحري ( ق. 1137 – 1879)
- مملكة ولايتا (حوالي 1251–1896)
- سلطنة هدية (القرن الثالث عشر - القرن الخامس عشر)
- سلطنة أجوران (القرن الثالث عشر/الرابع عشر - القرن السابع عشر)
- الإمبراطورية الإثيوبية (1270–1974)
- إيناريا (القرن الرابع عشر - ق. 1710 )
- مملكة كافا (حوالي ق. 1390 – 1897)
- سلطنة عدل (1415–1559)
- مملكة جانجيرو (حوالي القرن الخامس عشر - 1894)
- سلطنة ماجيرتين (القرن الخامس عشر/السادس عشر–١٩٢٧)
- إمامة أوسا (1577–1734)
- إمارة هرر (1647–1887)
- سلطنة الجلدي (1695–1911)[1]
- سلطنة أوسا (1734–1936)
- سلطنة إسحاق (1750–1884)
- سلطنة حبر يونس ( ق. 1769 )
- مملكة غوما ( ق. 1770 – 1902)
- مملكة غوما ( ق. 1780 – 1886)
- مملكة جيما (1790–1932)
- مملكة ليمو-إيناريا (1801-1891)
- مملكة جيرا (1835–1887)
- سلطنة هوبيو (1878–1927)
- دولة أرض الصومال (1960)

#### غرب أفريقيا
- إمارة الترارزة (1640–1902)
- هضبة تكانت[بحاجة لمصدر]
- ولاية البراكنة[بحاجة لمصدر]
- مملكة مالي (ق. 1230–1672)
- امبراطورية بامانا (1712–1861)
- خاسو (القرن 17 – القرن 19)
- سلطنة أغاديس (1449–1900)
- سلطنة صنغاي (ق. 1340–1591)
- ممالك موسي
  - * غورونسي (ق. 1870–1899)
  - مملكة غويريكو (1714–1897)
  - ليبتاكو (1718–1897، أُلغيت بالكامل 1963)
  - تنكودوغو (ق. 1120–1897)
  - واغادوغو (1182؟–1897)
  - ياتينغا (؟–1895)
  - بيلانغا
  - بيلايانغا
  - بونغانديني
  - كون
  - ماكاكوالي
  - بييلا
  - نونغو (1204–1895)
- إمارة زابارما (1860–1897)
- خلافة صكتو (1804–1903)
- سلطنة دماجارام (1731–1851)
- إمبراطورية الفول الكبير (مملكة دينانكي) (1490–1776)
- إمامة فوتا تورو (1725–1861)
- إمبراطورية جولوف (1350–1549)
- مملكة جولوف (1549–1875)
- مملكة سين (1520–1867، أُلغيت بالكامل 1969)
- مملكة سالوم (1494–1864، أُلغيت بالكامل 1969)
- مملكة باول (1555–1895)
- دولة كيور (1549–1879)
- مملكة والو (1287–1855)
- بوندو (1690–1858)
- كابو (1537–1867)
- سوليمانا (1600م–1869)
- إمامة فوتا غالون (1725–1912)
- سلطنة تكرور (1861–1890)
- سلطنة واسولو (1878–1898)
- امبراطورية كونغ (1710–1898)
- مملكة داغبون (ق. 1250–1899?)
- إمبراطورية آشانتي (1670/1701–1902، لا تزال المنطقة موجودة)
- بونومان (القرن 11– القرن 20)
- غيامان (ق. 1450–1895)
- دينكيرا (ق. 1500–1701)
- مملكة مانكيسيم (1252–1844)
- اتحاد فانتي (القرن 16–1873)
- مملكة وايدا (ق. 1580–1727)
- مملكة داهومي (ق. 1600–1904)
- إمبراطورية الأويو (ق. 1300–1896)
- إمبراطورية بنين (1180–1897)
- مملكة نري (القرن 9–1911)
- اتحاد آرو (1690–1902)
- كوارارافا (ق. 1500– ق. 1840)
- جمهورية ماريلند (1854–1857)
- جمهورية داهومي (1958–1975)
- جمهورية بنين (1967) (19 سبتمبر، 1967 – 20 سبتمبر، 1967)
- بيافرا (1967–1970)

#### البحيرات العظمى الأفريقية
- بوغندا (القرن الرابع عشر - 1894، لا تزال قائمة مملكةً تقليدية)
- بونيورو (القرن الثالث عشر - 1897، لا تزال قائمة مملكةً تقليدية)
- أنكولي (1478–1901، ألغيت بالكامل عام 1967)
- مملكة تورو (1830–1876، لا تزال قائمة مملكةً تقليدية)
- بوسوغا (؟–1906، لا تزال موجودة مملكةً تقليدية)
- مملكة رواندا (القرن الحادي عشر - 1885، حُلّت بالكامل عام 1962)
- مملكة بوروندي (1680–1890/1962–1966)
- مملكة كاراغوي (1450–1963)[بحاجة لمصدر]

#### شرق أفريقيا
- سلطنة باتي (1203–1870)
- مملكة ماليندي (القرن التاسع إلى القرن الخامس عشر)
- سلطنة مومباسا (1502–1887، حُلّت بالكامل عام 1963)
- سلطنة ويتو ( ق. 1810 – 1905/1923)
- سلطنة كيلوا (957–1513)
- مملكة مارافي (حوالي ق. 1480 – 1891)
- سلطنة زنجبار (قبل 1503/1504، 1856-1890، 1963-1964)
- جمهورية زنجبار الشعبية (1964)
- تنجانيقا (1961–1964)

#### وسط أفريقيا
- مملكة لوانغو ( ق. 1550– ق. 1883 )
- مملكة ياكا (القرن السابع عشر-القرن الثامن عشر)
- مملكة أنزيكو (؟–القرن التاسع عشر)
- مملكة الكونغو (1390–1914)
- مملكة كوبا (1625–1884)
- مملكة لوبا (1585–1889)
- مملكة لوندا (حوالي ق. 1600 1887)
- مملكة ييكي (1856–1891)
- مملكة ندونغو (القرن السادس عشر - 1671)
- مملكة كاسانجي (1620–1910)
- مملكة ماتامبا (1631–1744)
- مملكة مبوندا (1700–1914)
- مملكة تشوكوي[بحاجة لمصدر]
- مملكة كازيمبي (حوالي 1740–1894)
- الرابطة الدولية للكونغو (1879-1885)
- دولة الكونغو الحرة (1885–1908)
- جمهورية زائير (1971–1997)

#### جنوب أفريقيا
- مملكة بروتسلاند (القرن 19)
- مملكة موتابا (1430–1760)
- مملكة زيمبابوي (1220–1450)
- مملكة بوتوا (1450–ق. 1683)
- إمبراطورية روزفي (1660–1889)
- مملكة مثواكازي (1823–1894)
- ماتابيليلاند
- امبراطورية غازا (1824–1895)
- إمبراطورية مثيثوا (ق. 1780–1817)
- Gciriku (1780–1894)
- جمهورية سويليندام (1795)
- جمهورية غراف-رينيت (1795–1796)
- مملكة الزولو (1816–1897)
- جمهورية إفريقيا الجنوبية (ترانسفال) (1852–1877, 1881–1902)
- أورانج فري ستيت (1854–1902)
- غريكوالاند الشرقية (1862–1874)
- الجمهورية الجديدة (1884–1888)
- جمهورية ناتاليا (1839–1843)
- دولة غوشين (1882–1883)
- جمهورية ستيلالاند (1882–1885)
- ولايات ستيلالاند المتحدة (1883–1885)
- جمهورية أوبتينغتونيا (1885–1887)
- اتحاد جنوب إفريقيا (1910–1961)
- بوبوتتسوانا (1977–1994)
- سيسكي (دولة) (1981–1994)
- ترانسكي (1976–1994)
- فندا (1979–1994)
- رودسيا (1965–1979)
- زيمبابوي روديسيا (1979)
- مستعمرة ناتال (1843–1910)

### آسيا

#### آسيا الوسطى
- خانية جغتاي (1225–1680)
- آل كرت (1244–1381)
- مغولستان (1347-1462)
- (1428–1471) خانية الأوزبك
- (1440–1634) نوغاي هوردي
- خانية القازاق (1465–1848)
- خانية بخارى (1506–1785)
- خانات يرقند (1514-1705)
- خانية زونغار (1634–1755)
- خانية خوقند (1709–1868)
- إمارة بخارى (1785–1873)
- ألش الاستقلالية (1917–1918)
- الحكم الذاتي التركستاني (1917–1918)
- خانية خيوة (1511–1920)
- جمهورية ألتاي الكونفدرالية (1918–1920)
- جمهورية بخارى الشعبية السوفيتية (1920–1925)
- جمهورية خوارزم الشعبية السوفيتية (1920–1925)
- جمهورية تركستان الشرقية الأولى (1933–1934)
- جمهورية تركستان الشرقية الثانية (1944–1949)

#### شرق آسيا

##### الأرخبيل الياباني
- اليابان المحتلة (1945-1952)
- أشيكاغا شوغونية (1336–1573)
- أزوتشي-موموياما (1568–1600)
- إمبراطورية اليابان (1868–1947)
- جمهورية إيزو (1869)
- توكوغاوا شوغونيت (1603–1868)

##### شبه الجزيرة الكورية
- جوسون (1392–1897)
- الإمبراطورية الكورية (1897–1910)
- جمهورية كوريا الشعبية (1945–1946)
- اللجنة الشعبية المؤقتة لكوريا الشمالية (1946-1947)
- اللجنة الشعبية لكوريا الشمالية
- الحكومة المؤقتة لجمهورية كوريا (1945)
- جمهورية كوريا الأولى (1948–1960)
- الجمهورية الكورية الثانية (1960-1961)
- المجلس الأعلى لإعادة الإعمار الوطني (1961-1963)
- جمهورية كوريا الثالثة (1963-1972)
- الجمهورية الكورية الرابعة  [لغات أخرى]‏ (1972–1981)
- الجمهورية الكورية الخامسة (1981–1988)

#### غرب آسيا

##### أفغانستان
- سلالة هوتاك (1709-1738)
- إمبراطورية دوراني (1747–1826)
- إمارة بدخشان الإسلامية  [لغات أخرى]‏ (1996)
- إمارة كونار الإسلامية (1991)
- جمهورية أفغانستان الإسلامية (2004-2021، لا تزال قائمة بصفة دولة غير معترف بها)

##### بلوشستان
- سلالة المعدانيين (القرن التاسع - القرن الحادي عشر)
- خانية قلات (1666–1736، 1747–1749، 1758–1955)[2][3]
- إمبراطورية دوراني (1749–1758)

##### الأناضول
- بيليك جاندار (1292–1461)
- علاء (1293–1471)
- بيليك بافرا (القرن الرابع عشر–1460)
- إمبراطورية طرابزون (1204–1461)
- بيليك العلية (1293–1471)
- بيليك كرمان (1250–1487)
- بيليك ذو القادر (1337–1522)
- إمارة رمضان (1352–1608)
- آق قويونلو (1378–1501)
- قرة قوينلو (1374–1468)
- إمارة حسن كيف (1232–1524)
- جمهورية قارص (1918-1919)
- الإمبراطورية العثمانية ( ق. 1299 – 1923)

##### قبرص
- مملكة قبرص (1192–1489)
- دولة قبرص الاتحادية التركية (1975-1983)

##### بلاد ما بين النهرين
- مملكة كردستان (1922–1924)
- الاتحاد العربي (1958)

##### بلاد فارس/إيران
- البادوسبانيون (665–1598)
- أسرة كار كيا (1370–1592)
- الأسرة المراشيانية (1359–1596)
- سلالة أفراسياب (1349–1504)
- سلالة المحارابانيين (1236–1537)
- إيران توران (التيمورية) (1370–1507)
- مملكة إيران الواسعة (السلالة الصفوية) (1501-1736)
- الأراضي المحمية في إيران (سلالة أفشاريد) (1736-1796)
- الأراضي المحمية في إيران (سلالة زند) (1751-1794)
- الدولة الفارسية/إيران السامية (1794-1925)
- الدكتاتورية العسكرية في موغان  [لغات أخرى]‏ (1918-1919)
- الجمهورية السوفيتية الاشتراكية الفارسية في جيلان (إيران) (1920-1921)
- الدولة الإمبراطورية الفارسية/إيران (1925-1979)
- حكومة شعب أذربيجان (1945-1946)
- جمهورية مهاباد (1946)

##### بلاد الشام
- المملكة العربية السورية (1918-1920)[4]
- الجمهورية العربية المتحدة (1958–1971)[5]
- دولة لبنان الحر (1979-1984)[6][7][8]
- تنظيم الدولة الإسلامية (2014–2017)
- الجمهورية العربية السورية (1971–2024) *

- حكومة عموم فلسطين (1948-1967)

#### جنوب آسيا
- مملكة جارهوال (823–1949)
- مملكة كوتشي (قبل القرن الثاني عشر الميلادي - 1949)
- سلطنة دلهي (1206–1526)
- إمبراطورية سور (1540–1556)
- مملكة لور (600–1565)
- سلطنة البنغال (1352–1576)
- سلطنة جونبور (1394–1479)
- مملكة ميسور (1399–1948)
- سلطنة بيجابور (سلالة عادل شاهي، 1490–1686)
- مملكة براتابجاره (1489–1700)
- البنغال صباح (1717–1757) [ب]
- اتحاد المراثا (1674–1820)
- مملكة جاينتيا (500–1835)
- إمبراطورية السيخ (1799–1849)
- إمبراطورية المغول (1526–1857)
- الحكومة المؤقتة للهند الحرة (1943-1945)
- ولاية حيدر أباد (1724–1798)
- ترافنكور (1729–1949)
- ولاية أودايبور (734–1818)
- سلالة مانيكيا (1400–1761)
- جمهورية سوفاديف المتحدة (1959-1963)
- سلطنة جزر المالديف (1117–1796)، (1954–1968)
- سيكيم (1642–1975)

### أوروبا

#### الدول الاسكندنافية
- الكومنولث الأيسلندي (حوالي 930-1262)
- مملكة فنلندا (1742–1743)
- مملكة فنلندا (1918–1919)
- جمهورية العمال الاشتراكية الفنلندية (1918-1919)[9]
- المملكتان المتحدة السويد والنرويج (1814-1905)
- مملكة النرويج (1814)
- الدنمارك-النرويج (1524-1814، متقطعة)
- اتحاد كالمار (1397–1523، متقطع)
- شليسفيغ (1058–1864)

#### فرنسا الحديثة
- مملكة فرنسا (843–1792) (1814/15–1848)
  -  دوقية بريتاني (939–1532)
  -  دوقية بورغندي (918–1482)
- الإمبراطورية الفرنسية (1804-1814/1815) (1852-1870)
  -  الإمبراطورية الفرنسية الأولى (1804–1814/1815)
  -  الإمبراطورية الفرنسية الثانية (1852–1870)
- دوقية نورماندي (911–1259/1469)
- دوقية لورين (959–1766)
- فيكونت بيارن (القرن التاسع - 1620)
  -  مدينة دانزيج الحرة (1807–1814)
  -  دوقية وارسو (1807–1815)
  -  أراضي حوض سار (1920-1935)
- الجمهورية الفرنسية الثالثة (1870–1940)
- فيشي فرنسا (1940–1944)
  - محمية سار (1946–1956)
- مملكة كورسيكا (1736)
- جمهورية كورسيكا (1755–1769)
- المملكة الأنجلو كورسيكاية (1794-1796)
- مقاطعة فوا (1010–1607)
- مدينتا مينتون وروكبرون الحرتان (1848-1849)
- الجمهورية الفرنسية الرابعة (1946–1958)

#### ألمانيا الحديثة
- ولاية عنق الزجاجة الحرة (1919-1923)

خريطة علم ألمانيا الشرقية

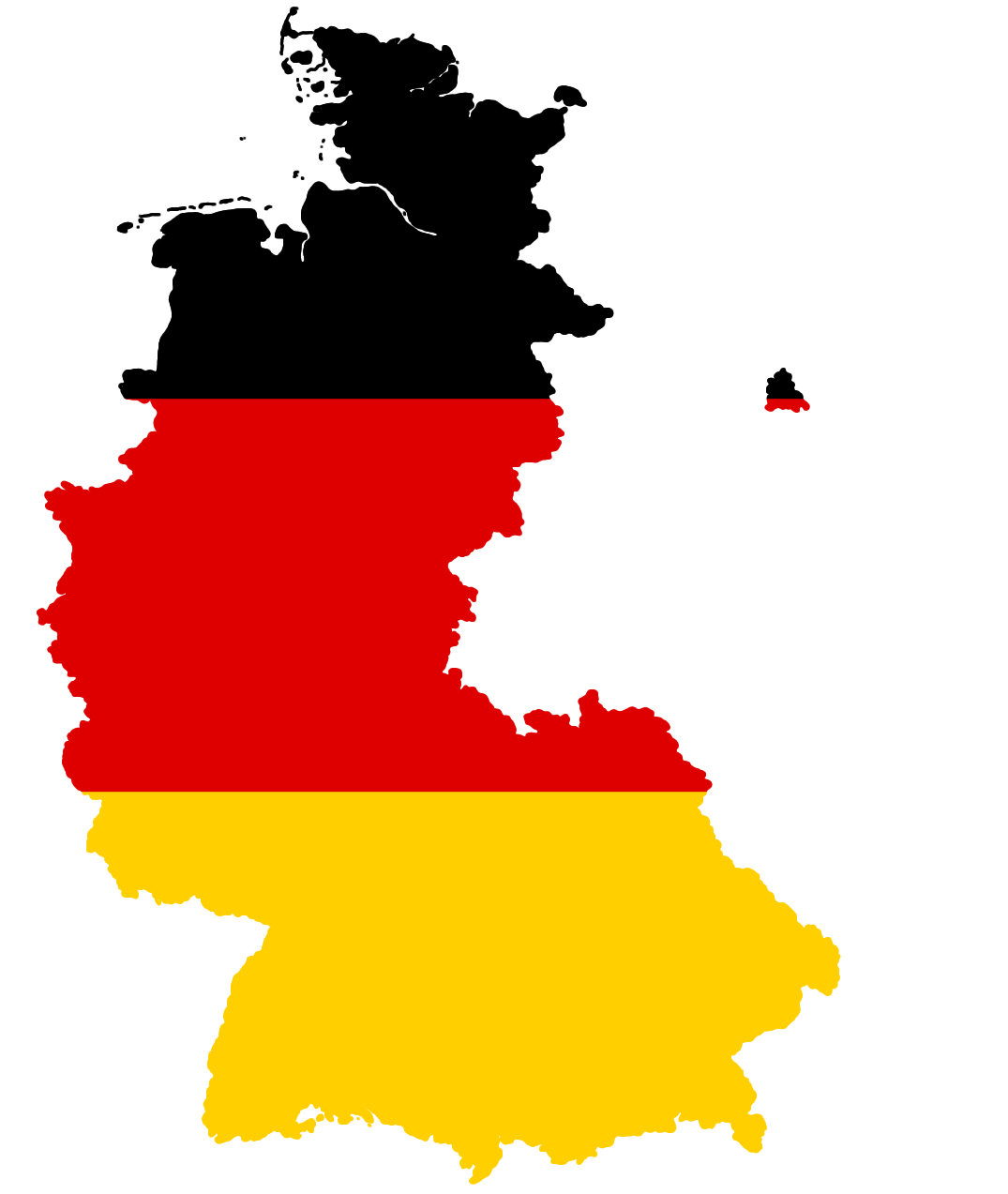
خريطة علم ألمانيا الغربية

- ألمانيا الشرقية، (1949-1990)

- ألمانيا الغربية (1949-1990)

#### النمسا
- أرشيدوقية النمسا (1453–1804, 1867–1918)
- كونتية تيرول (1140–1919)
- دوقية ستيريا (1180–1918)
- أمير-رئيس أساقفة سالزبورغ (1328–1803)
- جمهورية النمسا الألمانية (1918–1919)
- الإمبراطورية النمساوية (1804–1867)

#### سويسرا
- الاتحاد السويسري القديم (1300–1798)
- الجمهورية الهلفتية (1798–1803)
- جمهورية رودان (1802–1810)

#### المملكة المتحدة الحديثة
- مملكة جوينيد (450–1216)
- مملكة باويس (القرن الخامس - 1160)
- مملكة اسكتلندا (843–1707)
- مملكة إنجلترا (927–1707)
- إمبراطورية أنجوي (1154–1214)
- إمارة ويلز (1216–1536)
- كومنولث إنجلترا (1649–1653) و(1659–1660)
- الحماية (1653–1659)
- مملكة بريطانيا العظمى (1707–1800)
- المملكة المتحدة لبريطانيا العظمى وأيرلندا (1801–1922)

#### أيرلندا
- مملكة لينستر (القرن السابع قبل الميلاد - 1603)
- أوسريج (150–1541)
- أيرجيالا (331–1585)
- أوي مين (حوالي ق. 357 – 1611)
- أيليك (450–1617)
- تيركونيل (القرن الخامس - 1607)
- تير إيوغين (القرن الخامس – 1607)
- فيرماناغ (القرن العاشر - 1607)
- ماغ لويرج ( ق. 956 )
- ثوموند (1118–1543)
- مملكة ديزموند (1118–1596)
- سيادة أيرلندا (1171–1542)
- كلانديبوي (1283–1605)
- مملكة يوي فايلغي (غير معروفة–1550)
- مملكة كوناخت
- مملكة أيرلندا (1541–1801)
- الاتحاد الكاثوليكي الأيرلندي (1641–1649)
- جمهورية كوناخت (1798)
- سوفييت الأيرلندية  [لغات أخرى]‏ (1919–1922)
  -  سوفييت ليمريك  [لغات أخرى]‏ (1919)
- الدولة الأيرلندية الحرة (1922–1937)

#### بنلوكس
- أمير أسقفية لييج (972–1795) ضمتها فرنسا في عام 1795.
- دوقية برابانت (1183–1794)
- دوقية بويون (1456؟ – 1794)
- الولايات البلجيكية المتحدة (1789–1790)
- جمهورية هولندا السبع المتحدة (1581–1795) (Republiek der Zeven Verenigde Nederlanden/Provinciën) الاستقلال عن إسبانيا بعد حرب الثمانين عامًا عام 1581، التي احتلتها فرنسا عام 1795.
- الجمهورية الباتافية (1795–1806) (Bataafse Republiek) دولة تابعة لفرنسا.
- مملكة هولندا (1806–1810) (Koninkrijk Holland/Royaume d'Hollande) يحكمها لويس بونابرت، وضمتها فرنسا عام 1810.
- إمارة هولندا المتحدة ذات السيادة (1813-1815)
- المملكة المتحدة الهولندية (1815–1839)

#### أوكرانيا
- جمهورية خلودني يار (1919–1922)
- زابوروجيان سيش (1552–1775)
- هيتمانات القوزاق (1649–1764)
- جمهورية أوكرانيا الشعبية (1917–1920)
- الدولة الأوكرانية (1918)
- جمهورية غرب أوكرانيا الشعبية (1918-1919)
- جمهورية أوكرانيا السوفيتية الاشتراكية (1919–1991؛ كانت ذات سيادة حتى عام 1922)
- ماخنوفشينا (1918–1921)
- جمهورية هوتسول  [لغات أخرى]‏ (1919)
- جمهورية غاليسيا السوفيتية الاشتراكية (1920)
- كارباتو-أوكرانيا (1939)
- الحكومة الوطنية الأوكرانية (1941)
- جمهورية دونيتسك الشعبية (2014–2022)
- جمهورية لوغانسك الشعبية (2014–2022)

#### شبه جزيرة القرم
- إمارة ثيودورو (القرن الثالث عشر–1475)
- خانية القرم (1449–1783)
- جمهورية القرم الشعبية (1917-1918)
- جمهورية القرم السوفيتية الاشتراكية المستقلة (1921-1941/1944-1945/1991-1992)
- جمهورية القرم (2014)

#### دول البلطيق وبيلاروسيا
- إمارة بولوتسك (القرن العاشر - 1397)
- دوقية ليتوانيا الكبرى (1236–1795)
- مملكة ليتوانيا (1918)
- جمهورية ليتوانيا (1918–1940)
- جمهورية بيرلوجا (1918–1923)
- جمهورية ليتوانيا الوسطى (1920–1922)
- جمهورية ليتوانيا وبيلاروسيا السوفيتية الاشتراكية (1919)
- جمهورية بيلاروسيا الشعبية (1918-1919)
- جمهورية بيلاروسيا السوفيتية الاشتراكية (1919–1922)
- حالة النظام التوتوني (1230-1525)
- مملكة ليفونيا (1570–1578)
- دوقية البلطيق المتحدة (1918)
- جمهورية لاتفيا الاشتراكية السوفيتية (1918-1920)
- الجمهورية اللاتفية الأولى (1918–1940)
- دوقية كورلاند وسيميغاليا (1918)
- جمهورية نيسار السوفيتية على جزيرة في بحر البلطيق الإستوني (1917-1918)
- بلدية العمال في إستونيا (1918-1919)
- الجمهورية الإستونية الأولى (1918–1940)

#### رومانيا ومولدوفا
- داقية (168 قبل الميلاد–106 بعد الميلاد)
  - تسارا ليتوا (1247–1330)
- إقليم جيلو (القرن 9–11)
- إقليم ماراموريش (القرن 9–1402)
- جوبنات ديميتريه (حوالي 943)
- إقليم غلاد (القرن 10)
- إقليم مينوموروت (القرن 9–القرن 11)
- جوبنات غيورغي (القرن 10)
- جوبنات تاتوس (حوالي 1190)
- جوبنات ساتشا (القرن 11)
- جوبنات سيتسلاف (حوالي 1085)
- فويفود ترانسيلفانيا (القرن 12–1541)
- بانات سيفيرين (1228–1526)
- إمارة سينيسلاف (القرن 13)
- إمارة يوحنا (القرن 13)
- إمارة فاركاش (القرن 13)
- الأفلاق (1330–1859)
- إمارة مولدافيا التاريخية (1346–1859)
- إمارة ترانسيلفانيا (1570–1711)
- إيالة والاشيان (1595)
- إيالة طمشوار (1552–1716)
- إيالة فارات (1660–1692)
- إمارة ترانسلفانيا الكبرى (1711–1867)
- بنات تيميسوار (1718–1778)
- دوقية بوكوفينا (1849–1918)
- الممالك المتحدة (1859–1881)
- مملكة رومانيا (1881–1947)
- جمهورية بانات (1918–1919)
- جمهورية مولدوفا الديمقراطية (1917–1918)
- جمهورية رومانيا الاشتراكية (1947–1989)

#### روسيا

خريطة اتحاد الجمهوريات الاشتراكية السوفيتية مع العلم

- جمهورية نوفغورود (1136–1478)
- جمهورية بسكوف (1348–1510)
- إمارة تفير (1246–1483)
- إمارة بيلوزيرو (القرن 13-15)
- إمارة ياروسلافل (1218–1463)
- دوقية ريازان الكبرى (1097–1521)
- إمارة بيرم العظيمة (1323–1505)
  - Vyatka Land
- خانية القبيلة الذهبية (1320–1547)
- خانية أستراخان (1466–1556)
- خانية قازان (1438–1552)
- خانية قاسم (1452–1681)
- خانية سيبير (1468–1598)
- خانية كالميك (1630–1771)
- جمهورية أوتوا (1918–1920)
- جمهورية كوبان الشعبية (1918–1920)
- جمهورية دون (1918–1920)
- Idel-Ural State (1 مارس 1918 – 28 مارس 1918)
- جمهورية الشرق الأقصى (1920–1922)
- أوكرانيا الخضراء (1920–1922)
- جمهورية تونغوس (1924–1925)
- دولة بوريات-منغوليا (1917–1920)
- دوقية موسكو الكبرى (1283–1547)
- قالب:بيانات بلد Ingriaشمال إنغيريا(1919–1920)Jaxa (1665–1674)
- روسيا القيصرية (1547–1721)
- الإمبراطورية الروسية (1721–1917)
  -  كونغرس بولندا (1815–1867)
  -  دوقية فنلندا الكبرى (1809–1917)
- سوفييت بتروغراد لنواب العمال والجنود (1917–1924)
- الجمهورية الروسية (1917)
- الجمهورية الروسية (1918)
- الدولة الروسية (1918-1920) (1918–1920)
- جمهورية دونيتسك-كريفي روغ السوفيتية (1918)
- جمهورية روسيا الاتحادية الاشتراكية السوفيتية (1917–1922)
- الإدارة العليا للمنطقة الشمالية (1918)
- الحكومة المؤقتة للمنطقة الشمالية (1918–1920)
- قوات جنوب روسيا المسلحة (1918–1919)
- الاتحاد السوفيتي (1922–1991)

خريطة اتحاد الجمهوريات الاشتراكية السوفيتية مع العلم

- -  جمهورية أرمينيا الاشتراكية السوفيتية (1922–1991)
  -  جمهورية أذربيجان الاشتراكية السوفيتية (1922–1991)
  -  جمهورية بيلاروس الاشتراكية السوفيتية (1922–1991)
  -  جمهورية إستونيا الاشتراكية السوفيتية (1940–1991)
  -  جمهورية جورجيا الاشتراكية السوفيتية (1922–1991)
  -  الجمهورية الكريلية - الفنلندية السوفيتية الاشتراكية (1940–1956)
  -  جمهورية كازاخستان الاشتراكية السوفيتية (1936–1991)
  -  جمهورية قرغيزستان الاشتراكية السوفيتية (1936–1991)
  -  جمهورية لاتفيا الاشتراكية السوفيتية (1940–1990)
  -  جمهورية ليتوانيا الاشتراكية السوفيتية (1940–1990)
  -  جمهورية مولدوفا الاشتراكية السوفيتية (1940–1991)
    -  جمهورية بريدنيستروفيه المولدافية السوفيتية الاشتراكية (1990–1991)

  -  جمهورية روسيا الاتحادية الاشتراكية السوفيتية (1922–1991)
    -  جمهورية تركستان السوفيتية الاشتراكية ذاتية الحكم (1918–1924)
    -  جمهورية فولغا الألمانية الاشتراكية السوفيتية ذاتية الحكم (1918–1941)
    -  الجمهورية الاشتراكية السوفياتية الباشكيرية ذاتية الحكم (1919–1991)
    -  جمهورية التتار الاشتراكية السوفيتية ذاتية الحكم (1920–1990)
    -  الجمهورية الكازاخية الاشتراكية السوفيتية ذاتية الحكم (1920–1936)
    -  الجمهورية السوفيتية الاشتراكية الجبلية ذاتية الحكم (1921–1924)
    -  جمهورية داغستان الاشتراكية السوفيتية ذاتية الحكم (1921–1991)
    -  جمهورية القرم الاشتراكية السوفيتية المستقلة (1921–1945)
    -  جمهورية ياكوت الاشتراكية السوفيتية المستقلة (1922–1991)
    -  جمهورية بوريات السوفيتية الاشتراكية المستقلة (1923–1990)
    -  جمهورية كاريليا الاشتراكية السوفيتية ذاتية الحكم (1923–1940; 1956–1991)
    -  جمهورية قيرغيزستان الاشتراكية السوفيتية المستقلة (1926–1936)
    -  جمهورية موردوفيا الاشتراكية السوفيتية المستقلة (1934–1990)
    -  جمهورية أودمورت الاشتراكية السوفيتية المستقلة (1934–1990)
    -  جمهورية كالميك الاشتراكية السوفيتية المستقلة (1935–1943; 1957–1991)
    -  جمهورية الشيشان - إنغوشيا الاشتراكية السوفيتية ذاتية الحكم (1936–1944; 1957–1991)
    -  جمهورية قباردينو بلقاريا الاشتراكية السوفيتية المستقلة (1936–1944; 1957–1991)
    -  جمهورية كومي الاشتراكية السوفيتية المستقلة (1936–1991)
    -  جمهورية ماري الاشتراكية السوفيتية المستقلة (1936–1991)
    -  جمهورية أوسيتيا الشمالية الاشتراكية السوفيتية ذاتية الحكم (1936–1992)
    -  جمهورية قباردين الاشتراكية السوفيتية المستقلة (1944–1957)
    -  جمهورية توفان الاشتراكية السوفياتية ذاتية الحكم (1961–1992)
    -  منطقة خاكاس ذاتية الحكم (1990–1991)
    -  جمهورية غورنو ألتاي الاشتراكية السوفيتية المستقلة (1990–1991)

  -  جمهورية طاجيكستان الاشتراكية السوفيتية (1929–1991)
  -  جمهورية تركمانستان الاشتراكية السوفيتية (1924–1991)
  -  جمهورية أوكرانيا الاشتراكية السوفيتية (1922–1991)
  -  جمهورية أوزبكستان الاشتراكية السوفيتية (1924–1991)

#### هنغاريا
- إمارة المجر (895–1000)
- مملكة المجر (1000–1804)
  -  مملكة المجر الشرقية (1526–1551، 1556–1570)
  -  إمارة ترانسلفانيا (1570–1711)
  -  إمارة المجر العليا (1682–1685)
  -  إمارة ترانسلفانيا (1711–1804)
  -  مملكة كرواتيا (1102–1526)
- مملكة المجر (1301–1526)
- الدولة المجرية (1849)
- جمهورية المجر الشعبية (1949–1989)

#### التشيك وسلوفاكيا
- دوقية بوهيميا ( ق. 870 – 1198)
- مملكة بوهيميا (1198–1918)
- مرغريفية مورافيا (1182–1918)
- جمهورية سلوفاكيا السوفيتية (1919)
- جمهورية سلوفاكيا (1939–1945)
- جمهورية تشيكوسلوفاكيا الأولى (1918–1938)
- جمهورية تشيكوسلوفاكيا الثانية (1938-1939)
- جمهورية تشيكوسلوفاكيا الثالثة (1945-1948)
- جمهورية تشيكوسلوفاكيا الاشتراكية (1948-1989؛ قبل عام 1960 باسم جمهورية تشيكوسلوفاكيا)
- جمهورية التشيك وسلوفاكيا الاتحادية  [لغات أخرى]‏ (1990-1992)

#### النمسا
- ت دوقية النمسا (1156–1453)
- أرشيدوقية النمسا (1453–1804)
- الإمبراطورية النمساوية (1804–1867)
- النمسا والمجر (1867–1918)

#### البلقان
- في ألبانيا:
  -  ألبانيا المستقلة (1912–1914)
  -  جمهورية إبيروس الشمالية (1914)
  -  جمهورية ألبانيا الوسطى (1913–1914)
  -  إمارة ألبانيا (1914–1925)
  -  الحماية الإيطالية على ألبانيا (1917–1920)
  -  جمهورية ميرديتا (1921)
  -  المملكة الألبانية (1939–1943) (1939–1943)
  -  الاحتلال الألماني لألبانيا (1943–1944)
  -  جمهورية ألبانيا الشعبية الاشتراكية (1946–1992)
- في أرومانيا:
  -  الجمهورية اليونانية الأولى (1828–1832)
  -  أريوباغوس في شرق اليونان القارية (1821–1825)
  -  مملكة اليونان (1832–1924، 1935–1941، 1944–1974)
  -  جزر إيجه الإيطالية (1912–1945)
  -  الجمهورية اليونانية الثانية (1924–1935)
- في البوسنة:
  -  مملكة البوسنة (1377–1463)
  -  الحكم النمساوي المجري للبوسنة والهرسك (1878–1918)
  -  جمهورية البوسنة والهرسك (1992–1995)
  -  مقاطعة غرب البوسنة المستقلة (1993–1995)
  -  جمهورية صرب البوسنة (1992–1995) (1992–1995)
  -  الجمهورية الكرواتية في البوسنة والهرسك (1991–1996)
- في بلغاريا:
  -  الإمبراطورية البلغارية الثانية (1185–1396)
  -  Despotate of Dobruja (1356–1411)
  -  إمارة بلغاريا (1878–1908)
  -  بلدية ستراندزا (1903)
  -  مملكة بلغاريا (1908–1946)
  -  جمهورية بلغاريا الشعبية (1946–1990)
- في كرواتيا:
  -  دولة السلوفينيين والكروات والصرب (1918)
  -  مملكة كرواتيا (925–1102) (925–1102)
  -  مملكة كرواتيا (هابسبورغ) (1527–1868)
  -  مملكة سلوفينيا (1699–1868)
  -  المملكة الكرواتية السلافونية (1868–1918)
  -  دولة فيومي الحرة (1920–1924)
  -  دولة كرواتيا المستقلة (1941–1945)
  -  إقليم ترييستي المستقل (1947–1954)
  -  جمهورية راغوزا (1358–1808)
  -  جمهورية كرايينا الصربية (1991–1995)
- في اليونان:
  -  الجمهورية اليونانية الأولى (1828–1832)
  -  أريوباغوس في شرق اليونان القارية (1821–1825)
  -  مملكة اليونان (1832–1924، 1935–1941، 1944–1974)
  -  ولايات الجزر الأيونية المتحدة (1815–1864)
  -  جمهورية الجزر السبع الموحدة (1800–1815)
  -  إمارة ساموس (1815–1864)
  -  دولة كريت (1898–1913)
  -  إيكاريا (1912)
  -  جزر إيجه الإيطالية (1912–1945)
  -  الجمهورية اليونانية الثانية (1924–1935)
- في الجبل الأسود:
  -  أمير أسقفية الجبل الأسود (1516–1852)
  -  إمارة الجبل الأسود (1852–1910)
  -  مملكة الجبل الأسود (1910–1918)
  -  محافظة الجبل الأسود الإيطالية (1941–1943)
  -  أراضي الجبل الأسود المحتلة من قبل ألمانيا (1943–1944)
- في مقدونيا الشمالية:
  -  جمهورية كروشيفو (1903)
  -  مقدونيا المستقلة (1944) (1944)
- في صربيا:
  -  صربيا الثورية (1804–1813)
  -  إمارة صربيا (1815–1882)
  -  مملكة صربيا (1882–1918)
  -  دولة السلوفينيين والكروات والصرب (1918)
  -  مملكة يوغوسلافيا (1929–1943)
  -  جمهورية يوغوسلافيا الاشتراكية الاتحادية (1943–1992)
  - صربيا والجبل الأسود (1992–2003)
  - صربيا والجبل الأسود (2003–2006)
  -  جمهورية كوسوفا (1991–1999)
- في تركيا:
  -  الإمبراطورية البيزنطية (395–1453)
    -  دوقية أثينا (1205–1458)
    - ديسبوتية إبيروس (1356–1479)
    - إمبراطورية نيقية (1204–1261)

  -  الدولة العثمانية (ق. 1299–1922)
  -  حكومة الجمعية الوطنية الكبرى (1920–1923)

#### شبه الجزيرة الأيبيرية
- مملكة غاليسيا (410–1833)
- إمارة قرطبة (756–929)
- مملكة أستورياس (718–924)
- مملكة نافارا (824–1620)
- مملكة ليون (910–1230)
- كوتو ميستو (القرن العاشر - 1868)
- مملكة قشتالة (1065–1833)
- إمارة كتالونيا (القرن الثاني عشر – 1714/1833)
- تاج أراغون (1164–1707/1715)
- تاج قشتالة (1230–1716)
- مملكة مايوركا (1231–1715)
- إمارة غرناطة (1232–1492)
- الاتحاد الأيبيري (1580–1640)
- الجمهورية الكتالونية الأولى (1640–1641)
- المملكة المتحدة للبرتغال والبرازيل والغارف (1815-1825)
- مملكة البرتغال (ملكية الشمال) (1919)
- ديتادورا ناسيونال (1926–1933)
- الجمهورية الإسبانية الثانية (1931–1939)
- جمهورية غاليسيا (1931)
- الجمهورية الكتالونية الثانية (1931)
- جمهورية أستورياس الاشتراكية (أكتوبر 1934)
- كاتالونيا الثورية (1936-1937)

### أمريكا الشمالية

#### أنغويلا
- جمهورية أنغويلا (1967–1969)

#### جزر البهاماس
- جمهورية القراصنة (1706–1718)

#### كندا
- جمهورية ماداواسكا (1827)
- جمهورية كندا (1837–1838)
- جمهورية كندا السفلى (1838)
- ميغيكماغيكي (1867)
- جمهورية مانيتوبا (1867–1870)
- الحكومة المؤقتة لساسكاتشوان (1885)
- مملكة نيوفاوندلاند (1907–1949)

#### جمهورية الدومينيكان
- جمهورية هايتي الإسبانية (1821–1822)
- جمهورية الدومينيكان الأولى (1844–1861)

#### غواتيمالا
- جمهورية أمريكا الوسطى الاتحادية
- ولاية لوس ألتوس (1838–1840)، (1848–1849)

#### هايتي
- الإمبراطورية الأولى لهايتي (1804–1806)
- دولة هايتي (1806–1811)
- مملكة هايتي (1811–1820)

#### المكسيك
- كوكولاين (1100–1521)
- إمبراطورية الأزتك (1428–1521)
- حضارة الزابوتيك ( ق. 700 BC 1521)
- المجلس الحاكم في المكسيك (1808)
- أمريكا الشمالية (1813)
- الإمبراطورية المكسيكية الأولى (1821–1823)
- الحكومة المؤقتة للمكسيك (1823-1824)
- الجمهورية المكسيكية الأولى (1824–1835)
- جمهورية ريو غراندي (1840)
- جمهورية المكسيك المركزية (1835-1846)
- جمهورية يوكاتان (1841–1848)
- الجمهورية الفيدرالية الثانية للمكسيك (1846–1863)
- جمهورية سونورا (1853–1854)
- جمهورية باجا كاليفورنيا (1853–1854)
- الإمبراطورية المكسيكية الثانية (1864–1867)

#### الولايات المتحدة
- اتحاد الإيروكوا (بين عامي 1450 و1660-1867)
- جمهورية فيرمونت (1777–1791)[10][11]
- أمة تشوكتاو (1786–1866)
- أمة شيروكي (1794–1865)
- ولاية موسكوغي (1799–1803)
- جمهورية غرب فلوريدا (1810)
- جمهورية شرق فلوريدا (1812)
- جمهورية فلوريدا (1817)
- جمهورية التيار الهندي (1832-1835)
- جمهورية تكساس (1836–1846)
- الحكومة المؤقتة لولاية أوريغون (1841/1843–1849)
- ولاية ديزيريت (1849-1850)
- جمهورية كاليفورنيا (14 يونيو - 9 يوليو 1846)
- الجمهورية العظيمة (1850)
- جمهورية بالميتو (1860–1861)
- جمهورية ألاباما (1861)
- جمهورية لويزيانا (1861)
- جمهورية جورجيا (1861)
- جمهورية المسيسيبي (1861)
- الولايات الكونفدرالية الأمريكية (1861–1865)
- جمهورية بورتوريكو (1868، 1898)

### أوقيانوسيا
- إمبراطورية توي تونغا (ق. 450–1865)
- مملكة أوفيا (القرن 15–1887)
- ألو
- مملكة سيغافي
- منغاريفا (1881)
- مملكة بورا بورا (حتى 1888 أو 1895)
- مملكة ريياتي (حتى 1888، تحت الحماية الفرنسية منذ 1880)
- مملكة هواهاين (حتى 1895، تحت الحماية الفرنسية منذ 1888)
- مملكة تاهيتي (1788/91–1880، تحت الحماية الفرنسية منذ 1842)
- مملكة روروتو (حتى 1900، تحت الحماية الفرنسية منذ 1888)
- مملكة ريماتارا (حتى 1901، تحت الحماية الفرنسية منذ 1888)
- تاهواتا (حتى 1880، تحت الحماية الفرنسية منذ 1842)
- مملكة رابا إيتي (حتى 1881، استمرت الملكية حتى 1887)
- مملكة مانغاريفا (حتى 1881، تحت الحماية الفرنسية منذ 1844/1871)
- مملكة تايوهاي نوكو هيفا (حتى 1901، تنازل عن السيادة لفرنسا في عام 1842)
- جزر تواموتو
- مملكة فيجي (1871–1874)
- مملكة فيجي (1970–1987)
- مملكة هاواي (1795–1893)
- حكومة هاواي المؤقتة (1893–1894)
- جمهورية هاواي (1894–1898)
- نييوي (ق. 1700–1901)
- مملكة راروتونغا (1858–1893)
- Saudeleur dynasty (ق. 1100– ق. 1628)
- مملكة رابا نوي (جزيرة القيامة) (حتى 1888)
- مملكة ناورو (حتى 1888)
- مملكة أبيماما (1795–1892)
- حكومة فانواتو الشعبية المؤقتة (1977–1978)

### أمريكا الجنوبية

#### الأرجنتين
- اتحاد مقاطعات ريو دي لا بلاتا (1810–1831)
- الكونفدرالية الأرجنتينية (1831–1861)
- جمهورية إنتري ريوس (1820–1821)
- جمهورية توكومان (1820–1821)
- دولة بيونس آيرس (1852–1861)
- مملكة أراوكانيا وباتاغونيا (1860–1862)

#### بوليفيا
- تاريخ بوليفيا (1809-1920) (1825)
- تاريخ بوليفيا (1809-1920) (1825)
- جمهورية بيرو العليا (1828)
- الجمهورية البوليفية (كونفدرالية بيرو وبوليفيا) (1836–1839)
- كونفدرالية بيرو وبوليفيا (1836–1839)

#### البرازيل
- جمهورية عكا (1899–1900؛ 1903)
- إمبراطورية البرازيل (1822–1889)
- اتحاد خط الاستواء (1824)
- جمهورية ريوغراندي (1836–1845)
- جمهورية جوليانا (1839)
- جمهورية غيانا المستقلة (1886–1891)
- إمارة ترينيداد (1893–1895)

#### تشيلي
- مملكة تشيلي (1810–1814)
- دولة تشيلي الجديدة (1819–1826)
- الجمهورية المحافظة (1830–1861)
- مملكة أراوكانيا وباتاغونيا (1862)

#### كولومبيا
- اتحاد مويسكا (1450–1537)
- المجلس الحاكم لمقاطعة قرطاجنة (1810-1811)
- دولة قرطاجنة الحرة (1811)
- المجلس العسكري الحاكم لسانتياغو دي كالي (1810–1811)
- المدن الكونفدرالية في فالي ديل كاوكا (1811)
- دولة كونديناماركا الحرة والمستقلة (1811-1815)
- المقاطعات المتحدة لغرناطة الجديدة (1811–1816)
- كولومبيا الكبرى (1819–1831)
- جمهورية غرناطة الجديدة (1831–1858)

#### الإكوادور
- ولاية كيتو (1809–1812) إستادو دي كيتو
- مقاطعة غواياكيل الحرة (1820-1822)

#### باراغواي
- إل ستروناتو (1954–1989)

#### بيرو
- مملكة تشيمور ( ق. 900 – 1470)
- إمبراطورية الإنكا (1438–1533)
- محمية بيرو (1821–1822)
- إيكيتشا (1821–1839)
- جمهورية جنوب بيرو  [لغات أخرى]‏ (1836–1839)
- جمهورية شمال بيرو  [لغات أخرى]‏ (1836–1839)
- الاتحاد البيروفي البوليفي (1836-1839)
- جمهورية بيرو (1837)
- جمهورية بيرو (1838–1839)
- ولاية لوريتو الفيدرالية (1896)
- أمة الغابة (1899–1900)

#### أوروغواي
- المجلس الحاكم في مونتيفيديو (1808-1809)
- الرابطة الفيدرالية (1815–1820)

#### فنزويلا
- مجلس كاراكاس العسكري الأعلى (1810-1811)
- جمهورية فنزويلا الأولى (1811–1812)
- جمهورية فنزويلا الثانية (1813-1814)
- جمهورية فنزويلا الثالثة (1817–1819)

## الدول والأقاليم الحديثة حسب النوع

### الدول المنقسمة
انقسمت الدول التالية إلى عدد من الدول.
- ألمانيا النازية – حُلّت عام 1945، وتتكون أراضيها السابقة من مجمل أراضي النمسا وألمانيا الحالية، وأجزاء من بيلاروس، جمهورية التشيك، فرنسا، لوكسمبورغ، بولندا، روسيا، بلجيكا، هولندا، الدنمارك، النرويج، اليونان، صربيا، إستونيا، لاتفيا، ليتوانيا، أوكرانيا، سلوفينيا.
- البرازيل –إمبراطورية نشأت بعد أن أعلنت البرازيل استقلالها عام 1822 وانحلت عام 1889، وهي الآن دولتا البرازيل والأوروغواي (اللتان أعلنتا استقلالهما عام 1825، واعترِف بهما عام 1828).
- قالب:بيانات بلد جمهورية أمريكا الوسطى الاتحادية – كانت موجودة من عام 1821 إلى عام 1841، ثم انقسمت إلى غواتيمالا، بليز، السلفادور، هندوراس، نيكاراغوا، كوستاريكا.
- جمهورية الصين (1912–1949) – كانت الدولة قائمة حتى 7 ديسمبر 1949، وكانت أراضيها الحالية تحت سيطرة جمهورية الصين الشعبية (بر الصين الرئيسي)، منغوليا، جزء من الأراضي التي تطالب بها الهند واليابان، وأجزاء من أفغانستان، بوتان، باكستان، روسيا، طاجيكستان. بقايا ما يُعرف الآن باسم "تايوان"، لا تزال تسيطر على أراضي تايوان وبسكادورز والتي حصلت عليها من اليابان في عام 1945، وكذلك كنمن وجزر ماتسو، التي تشكّل بقايا محافظة فوجيان. طالع أيضاً الوضع السياسي في تايوان ونظرية الوضع غير المحدد لتايوان.
- تشيكوسلوفاكيا – كانت الدولة قائمة من عام 1918 إلى عام 1992، ولم تكن ذات فعالية في الحرب العالمية الثانية، لكن الحكومة التي كانت في المنفى حلّت عام 1992، وانفصلت الدولة إلى جمهورية التشيك وسلوفاكيا.
- Korea – انتهى وجودها عام 1910، وتتكون أراضيها السابقة الآن من كامل الأراضي التي تسيطر عليها كوريا الشمالية وكوريا الجنوبية، وطالبت اليابان بجزءٍ من أراضيها.
- اتحاد مالي – عام 1959 تكوّن من السنغال والسودان الفرنسي، وكلاهما كانتا دولةً مستقلةً ضمن منطقة غرب إفريقيا الفرنسي. انهار الاتحاد عام 1960، وتكون الآن السنغال ومالي.
- المملكة المتحدة للبرتغال والبرازيل والغرب (Reino Unido de Portugal, Brasil e Algarves) أنشئت عام 1815 عندما رقّيت البرازيل إلى مرتبة مملكة، بمجرد أن انتقتل العائلة المالكة البرتغالية للعيش في ريو دي جانيرو منذ 1809. حلّت هذه الدولة عام 1822 عندما أصبحت البرازيل مستقلّة. تكوّنت بذلك دول البرتغال، البرازيل، الرأس الأخضر، ساو تومي وبرينسيب، أنغولا، تيمور الشرقية وموزمبيق.
- رودسيا – حلّت عام 1979، وتشكلأت بدلاً منها زيمبابوي.
- صربيا والجبل الأسود – حلّت عام 2006، وتشكلت بحلّها الجبل الأسود، وصربيا، وكوسوفو المعترف بها جزئياً.
- الجمهورية الصومالية – بعد حلّها عام 1991، تشكّلت الصومال وصوماليلاند غير المعترف بها.
- الاتحاد السوفييتي – حُلّ عام 1991، والدول التي تشكّلت بعد تفكك الاتحاد السوفييتي هي أرمينيا، أذربيجان، بيلاروس، جورجيا، كازاخستان، قرغيزستان، مولدوفا، روسيا، طاجيكستان، تركمانستان، أوكرانيا، وأوزبكستان. دول البلطيق التي احتلها الاتحاد السوفييتي حتى 1991 (إستونيا، لاتفيا، ليتوانيا) لم تكن معظم الدول الغربية تعتبرها جزءاً قانونياً من الاتحاد السوفييتي.
- الجمهورية العربية المتحدة– اتحاد بين مصر وسوريا عام 1958. حُلّت الوحدة عام 1961، على الرغم من ذلك، استمرت مصر في استخدام الاسم حتى 1971. باءت اتفاقية وحدة عربية بين العراق والأردن في عقد 1950 بالفشل.
- الدول العربية المتحدة – اتحاد كونفدرالي شكلته الجمهورية العربية المتحدة والمملكة المتوكلية اليمنية عام 1958؛ حُلّ في عام 1961.
- يوغوسلافيا – حلّت عامي 1991 و 1992، وبحلّها تشكّلت دول البوسنة والهرسك، كرواتيا، الجبل الأسود، مقدونيا الشمالية، صربيا، سلوفينيا، كوسوفو المعترف بها جزئياً.

### الأوطان المستقلة اسميًا لجنوب إفريقيا
قد حصلت أربعة من الأوطان ، أو البانتوستانات ، للسود في جنوب أفريقيا، على استقلال اسمي من نظام الفصل العنصري في جنوب أفريقيا . ولم تعترف بها الدول الأخرى، وكانت في الواقع مجرد دول دمى ، ثم أعيد دمجها في عام 1994.
- بوبوتتسوانا – أعلنت استقلالها عام 1977، أعيد دمجها عام 1994.
- سيسكي – أعلنت استقلالها عام 1981، أعيد دمجها عام 1994.
- ترانسكي – أعلنت استقلالها عام 1976، أعيد دمجها عام 1994.
- فندا – أعلنت استقلالها عام 1979، أعيد دمجها عام 1994.

### الدول الانفصالية
أعلنت هذه الدول استقلالها، ولكنها فشلت في تحقيق ذلك فعلياً أو لم تسع إلى الاستقلال الدائم، وأعيد دمجها في الدولة الأم أو دمجها في دولة أخرى.
- أوكرانيا الكارباتية- أعلنت استقلالها عن الجمهورية التشيكوسلوفاكية الثانية عام 1939، لكن احتلتها مملكة المجر في يومٍ واحد.
- كانتون قرطاجن، قرطاجنة (إسبانيا) انفصلت عن الجمهورية الإسبانية الأولى عام 1873.
- الجمهورية الكاتالانية (1931) (14–17، أبريل 1931).
- الشيشان - مستقلة تقريبًا عن روسيا منذ عام 1996 واسمها الرسمي جمهورية إشكيريا الشيشانية، ومع ذلك لم يُعتَرف بالبلاد سوى طالبان. بعد الهجمات الإرهابية التي وقعت في عام 1999، عادت الجمهورية إلى سيطرة روسيا عام 1999 إثر الحرب الشيشانية الثانية.
- الولايات الكونفدرالية- احتلت المناطق الجنوبية الشرقية الولايات المتحدة،امتدت من تكساس إلى فرجينيا. أعلنت الانفصال عن الولايات المتحدة في عام 1861، وأعيد دمجها في الولايات المتحدة في عام 1865. انتهى عصر إعادة الإعمار عام 1876، وانسحبت القوات الأمريكية بصفتها قوة احتلال عام 1877. كانت كارولاينا الجنوبية أول ولاية تعلن انفصالها عن الولايات المتحدة، وذلك في 20 ديسمبر 1860. أعلنت الفصائل السياسية في ولايات الحدود كنتاكي وميزوري انضمامها إلى الكونفدرالية، وسيطرت على أجزاء صغيرة منها في بداية الحرب. وقّعت القبائل الهندية الرئيسية في أوكلاهوما تحالفاً مع الكونفدرالية، وشاركت في جهودها العسكرية ضد الولايات المتحدة.
- جمهورية القرم الاشتراكية السوفيتية المستقلة، أعلنت استقلالها عن أوكرانيا عام 1992 لكنها استقرت على كونها جمهورية مستقلة داخل أوكرانيا.
- كروزوب، حصلت على استقلالها من المكسيك عام 1856، لكن أعيد ضمّها عام 1901.
- أوكرانيا الخضراء- أعلنت استقلالها عن جمهورية الشرق الأقصى عام 1920، اختفت عام 1922.
- الجمهورية الكرواتية في البوسنة والهرسك- انفصلت عن البوسنة والهرسك عام 1992، أعيد دمجها في البلاد عام 1994.
- الجمهورية الإيطالية الاشتراكية (1943–1945)
- محافظة كاتانغا- أعلنت استقلالها عن حكومة جمهورية الكونغو الديمقراطية المشكلة حديثاً عام 1960، أعيد دمجها في البلاد عام 1963
- جمهورية كرايينا الصربية- أعلنت استقلالها عن كرواتيا عام 1991، أعيد دمجها في البلاد عام 1995.
- كاساي الجنوبية- أعلنت الاستقلال عن جمهورية الكونغو الديمقراطية في يونيو 1960، وأعيد دمجها في البلاد عام 1961.
- الإدارة العليا للمنطقة الشمالية- أعلنت استقلالها عام 1918، ثم أصبحت فيما بعد الحكومة المؤقتة للمنطقة الشمالية.
- جمهورية صرب البوسنة (1992–1995)- انفصلت عن جمهورية البوسنة والهرسك عام 1992، أعيد دمجها في البلاد عام 1995.
- إمارة ترينيداد- أعلنت استقلالها عام 1893، وطالبت بها المملكة المتحدة عام 1895، ولكنها أدمجت مع البرازيل.
- مقاطعة غرب البوسنة المستقلة- أعلنت الاستقلال عن جمهورية البوسنة والهرسك عام 1993 وأعيد دمجها عام 1995.
- نوفوروسيا – تأسست عام 2015 نتيجة اندماج جمهورية دونيتسك الشعبية مع جمهورية لوغانسك الشعبية وفي بداية عام 2015 عُلّق مشروع الكونفدرالية.
  - جمهورية دونيتسك الشعبية – أعلنت الاستقلال في 7 أبريل، 2014. نتيجة استفتاء 30 سبتمبر، 2022، أدمجت مع الاتحاد الروسي.
  - جمهورية لوغانسك الشعبية – أعلنت الاستقلال في 27 أبريل، 2014. نتيجة للاستفتاء الذي أجري في 30 سبتمبر 2022، أدمجت مع روسيا باعتبارها جمهورية في الاتحاد الروسي.
- جمهورية أرتساخ – أعلنت استقلالها عن أذربيجان عام 1991، أعيد دمجها في البلاد عام 2024.

### الدول الملحقة
كانت هذه الدول منفصلة في السابق، لكنها أصبحت الآن جزءاً من دولة أخرى. وتشمل هذه الحالات حالات الانضمام الطوعي.
- مقاطعة كارنارو عام 1919 ودولة فيومي الحرة 1920–1924، دولتان قصيرتا العمر أسستا في مدينة الميناء ريكا التي أعلنها غابرييل دانونزيو. بعد الحرب العالمية الأولى، كانت المدينة محل نزاع بين إيطاليا ويوغوسلافيا، وفي النهاية استولت عليها إيطاليا عام 1921. انتقلت المدينة إلى يوغوسلافيا بعد الحرب العالمية الثانية وهي الآن جزء من كرواتيا.
- كوتو ميستو – منطقة حدودية صغيرة تعود للقرن العاشر، قسّمت بين إسبانيا والبرتغال في الفترة من 1864 إلى 1868.
- دولة كريت – كانت ذاتية الحكم تحت هيمنة الدولة العثمانية عام 1898، وأعلن الاتحاد من جانبٍ واحدٍ مع اليونان عام 1908، جرى الاعتراف بها عام 1913.
- ألمانيا الشرقية – انضمّت إلى ألمانيا الغربية عام 1990 وهي الآن جزء من ألمانيا.
- إنجلترا – اندمجت مع اسكتلندا لتشكيل مملكة بريطانيا العظمى عام 1707، وهي الآن جزء من المملكة المتحدة.
- فرانسفيل (1889–1890) – استقلت عام 1889، وحكمتها فرنسا وبريطانيا لاحقاً ضمن هيبريدس الجديدة؛ وهي جزء من فانواتو الآن.
- دولة حطاي – كانت جزءاً من سوريا الانتدابية، وأصبحت جزءاً من تركيا؛ كانت مستقلة في الفترة 1938-1939
- مملكة هاواي – ضمها الكونجرس الخامس والخمسين للولايات المتحدة الأمريكية في 7 يوليو 1898.
- خانات قلات (1638، 1666–1955) – 1666 إلى 1955 ـ أصبحت جزءاً من باكستان.
- دول منتون وروكيوبرون الحرّة – انفصلت عن موناكو عام 1848، تحت الحماية الاسمية لمملكة سردينيا، ثم ضمتها فرنسا عام 1861.
- مورسنت – 1816–1920، منطقة أوروبية صغيرة استمرت لمدة مائة عام قبل أن تصبح جزءاً نهائياً من بلجيكا.
- جمهورية ناتاليا – 1839–1843، تحولت بسرعة إلى مستعمرة بريطانية.
- دومينيون نيوفاوندلاند – 1907–1949. انضمت إلى كندا باعتبارها المقاطعة العاشرة.
- جزر ريفريشمنت – جرى توطين جزر تريستان دا كونا عام 1810 وأعلنت استقلالها عام 1811. تم ضمهم إلى المملكة المتحدة في عام 1815.
- إسكتلندا – اندمجت مع إنجلترا لتشكّل مملكة بريطانيا العظمى عام 1707، وهي الآن جزء من المملكة المتحدة.
- فيتنام الجنوبية – احتلّتها فيتنام الشمالية عام 1975 وانضمت إليها عام 1976.
- جمهورية تتارستان – كانت موجودة منذ عام 1992 حتى ضمتها روسيا عام 1994.
- ترانسفال – هي الآن جزء من جنوب إفريقيا.
- تكساس – ضمّتها الولايات المتحدة عام 1845.
- جمهورية فيرمونت – ضمّتها الولايات المتحدة عام 1791.

## ملحوظات
1. ↑  The asserted sovereignty of some states listed here was generally unrecognized; the list of historical unrecognized states and dependencies article may contain further information regarding such states.
2. ↑  The نواب البنغال ومرشد أباد ruled the صوبة البنغال – a province of the سلطنة مغول الهند which pretty much became independent from 1717.

## قراءة إضافية
- بيرج، بيورن (2017). الأراضي النائية: أطلس البلدان المنقرضة 1840–1975 . نيويورك: ثامز وهودسون. . 240 صفحة.
- هاردينج، ليس. البلدان الميتة في القرنين التاسع عشر والعشرين: من عدن إلى زولولاند . دار نشر سكيركرو، 1998.(ردمك 0-8108-3445-6)رقم ISBN 0-8108-3445-6 .